# Scythris senecai
Scythris senecai is een vlinder uit de familie dikkopmotten (Scythrididae). De wetenschappelijke naam van deze soort is voor het eerst geldig gepubliceerd in 1997 door Bengtsson.
De soort komt voor in tropisch Afrika.